# Camille Cleroux
Camille Cleroux (Ottawa, 1954 –  Abbotsford, 17 de janeiro de 2021) foi um assassino em série canadense que assassinou duas esposas e uma vizinha entre 1990 e 2010 em Ottawa. Após sua prisão pelos assassinatos. Cleroux foi condenado à prisão perpétua.

## Assassinatos

### Lise Roy
Cleroux casou-se com Lise Roy, de 27 anos, divorciada de uma filha pequena, em 4 de julho de 1987, e os dois teriam um filho mais tarde. O casamento deles foi supostamente feliz, mas em abril de 1990, Lise descobriu que Camille estava molestando sua filha de 10 anos. Os dois se envolveram em uma acalorada discussão no quintal de sua casa, durante a qual Cleroux pegou uma pedra e esmagou o crânio de Roy. Depois de matá-la, ele desmembrou o corpo, embrulhou os restos em papel de açougueiro e os colocou em sacos de lixo, que ele arrastou para um parque próximo. Ele foi visto fazendo isso por uma vizinha, mas como o homem era considerado um excêntrico, ela não deu importância. Cleroux enterrou alguns dos restos mortais, mas depois mudou de ideia, arrastando o resto de volta para a residência da família e enterrando-os no quintal. Para tentar obter um álibi, Cleroux foi à delegacia reclamando que sua esposa o havia agredido e fugido de ônibus para Montreal. Um mandado de prisão foi emitido para Roy, mas ela nunca foi vista viva novamente, com as únicas pistas de seu suposto paradeiro sendo o próprio Camille afirmando tê-la avistado em várias ocasiões. No dia seguinte ao assassinato, os vizinhos notaram que Cleroux tinha uma horta totalmente nova, sem saber que ele estava plantando tomates no cemitério de sua esposa. Em algum ponto após o fato, Cleroux foi condenado à prisão por agredir sexualmente uma criança.

### Jean Rock
Jean Rock, uma jovem problemática sofrendo de convulsões e tendo brigas frequentes com sua família, conheceu Camille em junho de 1992, quando ele trabalhava como lavador de pratos no Mello´s, um famoso restaurante em Ottawa. O relacionamento do casal foi descrito como turbulento, com os dois se separando várias vezes por causa do comportamento abusivo e emocional de Cleroux. Depois de finalmente decidir-se a deixá-lo para sempre no outono de 2003, Camille a levou para um passeio pela floresta em Fairlea Park, onde ele bateu em sua cabeça com uma pedra e a enterrou em uma cova rasa. Para encobrir seus rastros, Cleroux elaborou um plano: pagaria $10 dólares a uma conhecida, que tinha uma caligrafia semelhante à de Jean, para escrever cartas em seu nome para sua família. Nessas cartas, escritas e enviadas duas a três vezes por ano entre 2004 e 2010, o falsificador afirmava que Rock havia deixado Camille para trás e agora estava morando com um caminhoneiro chamado Pierre. Ao longo dos anos, o falsificador inventou toda uma vida imaginária para o falecido Rock sob as instruções de Cleroux, alegando que ela havia dado à luz uma filha e dois filhos, e até mesmo incluiu fotos dos supostos filhos. Graças a esse engano, ela nunca foi declarada desaparecida. Em 2004, temendo que uma equipe de construção fosse descobrir a cova rasa, Cleroux desenterrou os restos mortais de Rock e os enterrou novamente em outra parte do parque. Ele repetiria a ação novamente em 2006, quando percebeu que animais tentaram tirar os ossos, Camille os colocou em uma sacola de malha de cebola e levou até a Bronson Avenue, onde o Canal Rideau cruzava. Depois de pesar o saco com algumas pedras, ele o jogou na água. Em outubro daquele ano, os restos foram descobertos quando o canal foi drenado, mas permaneceram sem identificação até 2012.

### Paula Leclair
Em 2010, Cleroux morava em um prédio alto em Heatherington, Ottawa, onde era vizinho de Paula Leclair, de 64 anos. Camille tinha inveja que o apartamento da idosa tinha uma vista muito melhor e era mais espaçoso, e quando ela se recusou a deixá-lo morar, ele decidiu adquiri-lo à força. Em 20 de maio de 2010, ele pediu a Leclair que o acompanhasse em uma caminhada até Fairlea Woods, atraindo-a para uma cova rasa perto dos antigos estaleiros de trem que ele havia preparado anteriormente. Depois que chegaram ao local, ele puxou uma faca tirada de seu local de trabalho e esfaqueou Paula nas costas, antes de pegar uma pedra e esmagar seu crânio. Depois de enterrar o corpo e pegar as chaves dela, Cleroux voltou ao apartamento, onde começou a empacotar as coisas de Leclair, que mais tarde jogou em uma lixeira. Quando questionado sobre seu paradeiro, ele alegou que Paula havia ganhado recentemente na loteria e estava de férias no Walt Disney World, na Flórida, e depois de retornar ao Canadá, ela iria morar com o filho em seu novo apartamento em Gatineau.

## Julgamento e prisão
No dia 29 de maio de 2010, o filho de Paula, André, que não tinha notícias dela há algum tempo, resolveu passar em seu apartamento para ver como estava Leclair. Ele abriu a porta com uma chave reserva, mas para seu choque, ele descobriu que o lugar estava cheio com os pertences de outra pessoa. Naquele momento, Cleroux saiu de um elevador, explicando friamente a André que sua mãe lhe dera o lugar, e pediu ao jovem que devolvesse a chave reserva. Convencido de sua explicação, André foi à polícia e informou sobre a transação suspeita. Enquanto as autoridades investigavam, Camille tentou desviá-los, dizendo ao seu falsificador para escrever uma carta alegando ser Leclair, explicando que ela havia dado o apartamento ao vizinho de boa vontade e para parar de importuná-lo. Na tentativa de convencê-los da propriedade, Cleroux se encontrou com Detetive John Monette, do Departamento de Polícia de Ottawa, para explicar a situação. No final de sua entrevista de duas horas, no entanto, ele admitiu ter matado Paula a sangue frio. Cleroux foi acusado do assassinato e, enquanto investigava seu passado, as autoridades descobriram que suas duas esposas haviam desaparecido de maneira suspeita. Quando pressionada sobre o assunto, Camille admitiu que havia matado os dois. Sua antiga casa foi escavada em 31 de outubro de 2011, com alguns dos restos mortais de Lise encontrados sob o jardim de tomate e outros no Parque Fairlea, mas seu crânio nunca foi recuperado, supostamente enterrado em algum lugar. Pouco depois, os restos encontrados no Canal Rideau foram identificados positivamente como de Jean Rock. No julgamento, Cleroux ficou sem expressão enquanto os detalhes de seus crimes horríveis eram descritos no tribunal. A certa altura, o pai de Jean Rock, John, sofreu um derrame e teve de ser escoltado para fora do tribunal, resmungando baixinho que ia matar aquele monstro que levou embora sua filha e duas outras mulheres. Cleroux se declarou culpado de todos os três assassinatos e foi condenado à prisão perpétua, com chance de liberdade condicional após 25 anos. Durante a sentença, a ministra Lynn Ratushny disse que não merecia nada mais do que ficar sob custódia pelo resto de sua vida, com as famílias das vítimas agora podendo descansar, sabendo que o assassino de suas filhas nunca seria libertado.

## Morte
Camille Cleroux morreu em 17 de janeiro de 2021 aos 67 anos de causas naturais na Pacific Institution/Regional Treatment Centre em Abbotsford, Colúmbia Britânica